# زنمة (نبات)
زنمة أو غائرة (الاسم العلمي: Tragus)، جنس نباتات من فصيلة النجيلية. موطنها الأصلي في إفريقيا وشبه الجزيرة العربية وأستراليا وأوراسيا مع وجود العديد من الأنواع على الجزر في المحيط الأطلسي والمحيط الهندي والمحيط الهادئ بالإضافة إلى نوع واحد في الأرجنتين.